# Bruno Solo
Bruno Solo, pseudonimo di Bruno Lassalle (Parigi, 23 settembre 1964), è un conduttore televisivo, attore, scrittore e regista francese, noto per le sue collaborazioni con l'amico Yvan Le Bolloc'h, con il quale ha preso parte ad alcuni programmi ed ha creato la serie Caméra Café.

## Biografia
Debutta come giornalista (Magazine Concerto), ospite di TV Canal + (Top 50 dal 1991 al 1993) e poi TF1 prima di iniziare la carriera di attore da 1993.
Con il suo amico Yvan Le Bolloc'h, che ha incontrato nel 1990 sul set di TV Zebra, ottiene un grande successo con la serie TV Caméra Café su M6 (rete televisiva) (dal 2001 al 2004). Caméra café ha avuto due adattamenti cinematografici: Espace détente, uscito il 2 febbraio 2005 e Le Séminaire, uscito l'11 febbraio 2009.
Oltre al suo successo al cinema, ha prodotto la serie Kaamelott di Alexandre Astier per M6 e ha fatto una breve apparizione in un episodio della serie.
Alle elezioni europee del 2009 si presenta con il Fronte di Sinistra.
È un ambasciatore della Associazione federale La Voix de l'enfant ed è stato uno degli sponsor di Villa déchets.
Nel giugno 2005, ha sposato Veronica, truccatrice cinematografica con cui ha due figli, Tom, nato nel 2000, e Angela, nata nel 2005. È nipote del giornalista e fondatore del movimento ambientalista francese Pierre Fournier.